# Ulica Sandomierska w Nisku
Ulica Sandomierska – jedna spośród głównych ulic Niska. Na całej swojej trasie jest jednojezdniowa. Rozpoczyna się na skrzyżowaniu z ulicą Mickiewicza i placem Wolności na wysokości Szpitala Powiatowego im. Polskiego Czerwonego Krzyża, dalej biegnie w kierunku północno-zachodnim aż do skrzyżowania z ulicami Sosnową i Sopocką, tj. do granic miasta. Jej kontynuacją w Stalowej Woli jest ulica Energetyków, zaś w przeciwnym kierunku plac Wolności w centrum Niska. Na odcinku od początku drogi do skrzyżowania z ul. Głowackiego, pokrywa się z drogą wojewódzką nr 872.